# Szangała
Szangała (ros. Шангала) – wieś w Rosji, w Kraju Stawropolskim, w rejonie pietrowskim. W 2010 liczyła 1460 mieszkańców.